# Yamaguchi-gumi

organisationens symbol

Yamaguchi-gumi är en japansk yakuzagrupp med verksamhet över hela Japan och även internationellt.
Yamaguchi-gumi är Japans största brottssyndikat, och dess verksamhet innefattar allt från vapensmuggling och utpressning till droghandel och mord. De pengar som strömmar in till organisationen från ovan nämnda brott samt sexindustrin, spelverksamhet och diverse lagliga verksamheter i finans- och byggbranschen har gjort Yamaguchi-gumi till ett av världens rikaste brottssyndikat. Det grundades år 1915 av Harukichi Yamaguchi.
Även om de huvudsakligen är baserade i Kobe utövar Yamaguchi-gumi brott i hela landet och har också nått grannländer som till exempel Sydkorea. Syndikatets nuvarande ledare (kumicho) Shinobu Tsukasa har en väldig makt i den japanska undre världen.